# Бонкур (Мерт и Мозел)
Бонкур (фр. Boncourt) насеље је и општина у североисточној Француској у региону Лорена, у департману Мерт и Мозел која припада префектури Брије.
По подацима из 2011. године у општини је живело 190 становника, а густина насељености је износила 28,23 становника/km². Општина се простире на површини од 6,73 km². Налази се на средњој надморској висини од 190 метара (максималној 226 m, а минималној 186 m).

## Демографија
| 1962. | 1968. | 1975. | 1982. | 1990. | 1999. | 2011. |
| ----- | ----- | ----- | ----- | ----- | ----- | ----- |
| 182   | 188   | 141   | 136   | 197   | 194   | 190   |

График промене броја становника у току последњих година